# Bénouville (Calvados)
Bénouville település Franciaországban, Calvados megyében. Lakosainak száma 2001 fő (2022. január 1.). Bénouville Biéville-Beuville, Blainville-sur-Orne, Ouistreham, Ranville, Saint-Aubin-d’Arquenay és Colleville-Montgomery községekkel határos.

## Népesség
A település népességének változása:
| Lakosok száma | 739  | 828  | 1258 | 1931 | 2099 | 2099 | 2049 | 2042 | 2039 | 2001 |
|               | 1968 | 1982 | 1990 | 2006 | 2013 | 2015 | 2017 | 2019 | 2020 | 2022 |